# NGC 2552
NGC 2552 è una galassia a spirale (barrata?) di tipo magellanico situata nella costellazione della Lince, a una distanza di circa 35 milioni di anni luce dalla nostra Via Lattea.

## Scoperta
La galassia è stata scoperta il 9 marzo 1788 dall'astronomo britannico di origine tedesca William Herschel.

## Descrizione
NGC 2552 ha una classe di luminosità V e presenta una larga riga a 21 cm dell'idrogeno neutro.
Data la sua luminosità superficiale pari a 14,30, NGC 2552 può essere classificata come una galassia a bassa luminosità superficiale (nella letteratura in lingua inglese abbreviata in LSB, acronimo di Low Surface Brightness). Le galassie LSB sono galassie di tipo diffuso (D) con una luminosità superficiale inferiore di almeno una magnitudine a quella del cielo notturno circostante.
Alcuni autori la considerano una galassia a spirale barrata, ma la barra centrale non è rilevabile nelle recenti immagini riprese dall'indagine Sloan Digital Sky Survey.

## Gruppo di NGC 2841
NGC 2552 fa parte del Gruppo di NGC 2841. Le cinque principali galassie di questo gruppo sono NGC 2500, NGC 2537, NGC 2541 e NGC 2552 oltre naturalmente a NGC 2841, che è anche l'unica galassia appartenente alla costellazione dell'Orsa Maggiore, mentre le altre quattro fanno parte della Lince.